# 美姑绒鼠
美姑绒鼠（学名：Eothenomys meiguensis）一种于中国四川省西南部美姑县大风顶自然保护区发现的啮齿动物，隶属于仓鼠科绒鼠属。

## 形态特征
模式标本头体长91毫米，尾长45毫米，重24克。背部毛色为棕色，腹毛呈灰白色，背腹毛色分界明显。尾背灰色，尾腹灰白色。